# Солуклу (Марказі)
Солуклу (перс. سلوكلو) — село в Ірані, у дегестані Міладжерд, у бахші Міладжерд, шахрестані Коміджан остану Марказі. За даними перепису 2006 року, його населення становило 176 осіб, що проживали у складі 40 сімей.

## Клімат
Середня річна температура становить 12,47°C, середня максимальна – 31,46°C, а середня мінімальна – -10,94°C. Середня річна кількість опадів – 278 мм.
| Клімат поселення                              | Клімат поселення | Клімат поселення | Клімат поселення | Клімат поселення | Клімат поселення | Клімат поселення | Клімат поселення | Клімат поселення | Клімат поселення | Клімат поселення | Клімат поселення | Клімат поселення | Клімат поселення |
| Показник                                      | Січ.             | Лют.             | Бер.             | Квіт.            | Трав.            | Черв.            | Лип.             | Серп.            | Вер.             | Жовт.            | Лист.            | Груд.            |                  |
| Середній максимум, °C                         | 8,24             | 10,67            | 15,33            | 21,10            | 25,46            | 31,46            | 31,28            | 30,38            | 26,20            | 21,12            | 14,55            | 8,37             |                  |
| Середня температура, °C                       | −1,35            | 1,08             | 5,75             | 11,51            | 15,89            | 21,87            | 25,10            | 24,20            | 20,02            | 14,95            | 8,38             | 2,20             |                  |
| Середній мінімум, °C                          | −10,94           | −8,5             | −3,83            | 1,92             | 6,30             | 12,28            | 18,94            | 18,03            | 13,84            | 8,78             | 2,21             | −3,98            |                  |
| Норма опадів, мм                              | 42               | 35               | 48               | 38               | 34               | 7                | 1                | 1                | 1                | 8                | 24               | 39               |                  |
| Середньомісячна швидкість вітру, м/с          | 2.08             | 2.03             | 3.11             | 3.16             | 2.69             | 2.59             | 2.59             | 2.52             | 2.38             | 2.25             | 1.98             | 1.48             |                  |
| Середньомісячна сонячна радіація, кДж/м²·день | 8752             | 12062            | 14541            | 18048            | 22224            | 26866            | 25867            | 23913            | 20714            | 15210            | 10799            | 8763             |                  |
| --------------------------------------------- | ---------------- | ---------------- | ---------------- | ---------------- | ---------------- | ---------------- | ---------------- | ---------------- | ---------------- | ---------------- | ---------------- | ---------------- | ---------------- |
| Джерело:                                      |                  |                  |                  |                  |                  |                  |                  |                  |                  |                  |                  |                  |                  |